# Света Петка (Богьовци)
„Света Петка“ е възрожденска българска православна църква в костинбродското село Богьовци. Част е от Софийската епархия на Българската православна църква. Обявена е за паметник на културата.

## История
Църквата е построена в 1852 година. В архитектурно отношение е еднокорабна, едноапсидна сграда с двускатен покрив. В 1882 година храмът е разширен на запад, а интериорът решен с полуцилиндричен свод. Изписана е в 1882 година от Михаил и Христо Благоеви. Забележителен е ктиторският портрет на дядо Гълъб в народна носия.
Съборът в Богьовци се провежда на 14 октомври – Петковден, който е патронният празник на храма „Света Петка“.
- Стенописи от „Света Петка“ в Богьовци, 1882 г.
- Ктиторът Гълаб Петров
- Архангел Михаил взима душата на богатия
- Кръщение Христово и Св. св. Константин и Елена
- Рождество Христово
- Целувката на Юда
- Пилат измива ръцете си
- Разпятие Христово